# Soneto 49
| «» Soneto 49 |
| --- |
| Against that time, if ever that time come, When I shall see thee frown on my defects, When as thy love hath cast his utmost sum, Called to that audit by advis'd respects; Against that time when thou shalt strangely pass, And scarcely greet me with that sun, thine eye, When love, converted from the thing it was, Shall reasons find of settled gravity; Against that time do I ensconce me here, Within the knowledge of mine own desert, And this my hand, against my self uprear, To guard the lawful reasons on thy part: To leave poor me thou hast the strength of laws, Since why to love I can allege no cause. |
| –William Shakespeare |

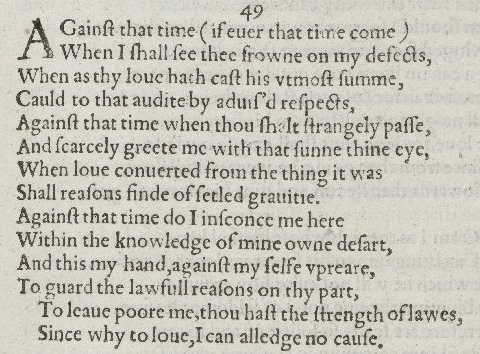
Soneto 49 1609

O Soneto 49 foi escrito por William Shakespeare e faz parte dos seus 154 sonetos. 

## Traduções
Na tradução de Thereza Christina Rocque da Motta,
Contra o tempo (se este tempo vier)
Quando rejeitares os meus defeitos,
Quando o teu amor ﬁzer o seu maior lance,
Chamada a explicar-se por teu respeito;
Contra o tempo quando passares como estranha,
E mal me cumprimentares com o teu olhar em fogo,
Quando o amor transformado daquilo que era
Encontrar motivos de reconhecida gravidade;
Contra esse tempo, eu me protejo
Conhecendo os meus próprios desígnios,
E, assim, contra mim ergo a minha mão,
Para resguardar as tuas razões de direito.
Para me deixares, pobre de mim, empregas a força da lei,
Pois, a razão do amor, não posso alegar os meus motivos.